# مارتين رودريغيز (سياسي)
مارتين رودريغيز (بالإسبانية: Martín Rodríguez)‏ هو عسكري وسياسي أرجنتيني، ولد في 4 يوليو 1771 في بوينس آيرس في الأرجنتين، وتوفي في 5 مارس 1845 في مونتفيدو في الأوروغواي. حزبياً، نشط في Patriot governments ‏. وقد انتخب Governor of Buenos Aires Province ‏.